# Sportclub Enschede
Sportclub Enschede (kortweg ook wel SC Enschede genoemd) is een Nederlandse voetbalclub uit Enschede. De club ontstond op 1 juni 1910 uit de fusie tussen de voetbalverenigingen Hercules (1898) en Phenix (1903).
Het standaardelftal komt met ingang van het seizoen 2020/21 uit in de zaterdagafdeling van het amateurvoetbal, waar het instroomt op het laagste niveau, in district Oost is dit de Vierde klasse.

## Geschiedenis

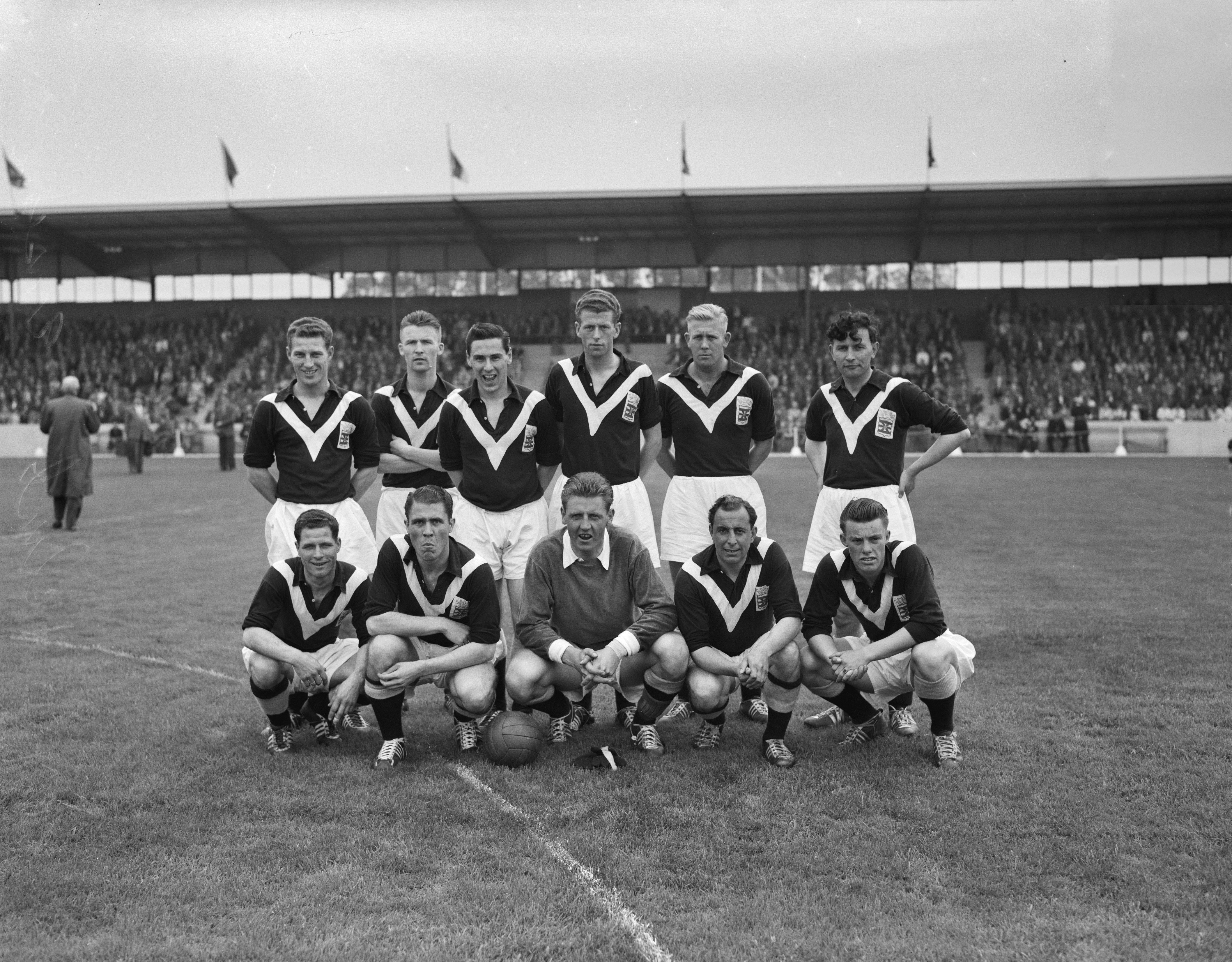
SC Enschede met Abe Lenstra (1956)

Sportclub Enschede speelde lange tijd op het hoogste Nederlandse niveau en werd in 1926 ongeslagen landskampioen. In 1958 liep de club het landskampioenschap net mis. In de beslissingswedstrijd op zondag 15 juni in het Goffertstadion in Nijmegen verloor SC Enschede in de verlenging met 0-1 van DOS uit Utrecht. SC Enschede speelde zijn wedstrijden in een karakteristiek zwart shirt met witte V. De bekendste spelers waren de internationals Abe Lenstra, Piet Lagarde, Gerrit Voges en Henk Bosveld. Halverwege de jaren vijftig verhuisde de club van het G.J. van Heekpark naar Het Diekman.
Op 1 juli 1965 fuseerde Sportclub Enschede onder druk van de gemeente Enschede en ingegeven door financiële problemen met plaatsgenoot Enschedese Boys en ging het als profclub verder onder de naam FC Twente. SC Enschede kwam vanaf augustus 1965 uit in de derde klasse van het amateurvoetbal. De ploeg wist zich door promoties binnen enkele jaren naar de hoofdklasse op te werken. Twee jaar later degradeerde Sportclub weer naar de Eerste klasse.
De club speelt op sportterrein "Het Diekman", hetzelfde terrein waar vroeger FC Twente zijn wedstrijden afwerkte in het naastgelegen, maar inmiddels afgebroken Stadion Het Diekman.

## Erelijst
Landskampioen: 1926
 Zilveren Bal: 1943
Winnaar Districtsbeker Oost: 1992

## Standaardelftallen

### Zaterdag
In het seizoen 2018/19 komt de club voor het eerst met een standaardelftal uit in het zaterdagvoetbal, waar het uitkomt in de Vierde klasse van het KNVB-district Oost.

#### Competitieresultaten 2018–
| \| - 4F \| |
| 19         |
| - 4F       |

| Vierde klasse |

### Zondag
Het standaardelftal in de zondagafdeling van het amateurvoetbal speelde laatstelijk in het seizoen 2017/18, waar het uitkwam in de Derde klasse van het KNVB-district Oost.

#### Competitieresultaten 1911–2018
| 5 2A |

| 5 2A |

| 1 2B |

| 4 2A |

| 1 |

| 1 2A |

| 2 |

| 7 |

| 2 |

| 3 |

| 2 |

| 5 |

| 3 |

| 1 |

| 2 |

| 1 |

| 2 |

| 2 |

| 4 |

| 2 |

| 4 |

| 1 |

| 3 |

| 3 |

| 5 |

| 1 |

| 4 |

| 4 |

| 4 |

| 7 |

| 4 |

| 4 |

| 1 |

| 8 |

|  |

| 8 |

| 7 |

| 9 |

| 2 |

| 5 |

| 7 1B |

| 9 1B |

| 5 1B |

| 12 1B |

| 5 D |

| 2 B |

| 3 |

| 2 |

| 7 |

| 9 |

| 12 |

| 14 |

| 5 |

| 3 |

| 7 |

| 1 3A |

| 1 2B |

| 4 1D |

| 1 1D |

| 9 1D |

| 6 1D |

| 4 1D |

| 6 1D |

| 12 1D |

| 7 2B |

| 3 2B |

| 10 2B |

| 6 2B |

| 1 2B |

| 2 1D |

| 2 1D |

| 1 1D |

| 8 B |

| 5 B |

| 3 B |

| 2 B |

| 5 B |

| 2 B |

| 7 B |

| 3 B |

| 9 B |

| 7 B |

| 5 B |

| 4 B |

| 3 B |

| 9 B |

| 14 C |

| 11 1E |

| 1 2J |

| 4 1E |

| 2 1E |

| 8 1E |

| 3 1E |

| 2 1E |

| 2 1E |

| 1 1E |

| 4 C |

| 14 C |

| 4 1E |

| 8 1E |

| 5 1E |

| 6 1E |

| 14 1E |

| 14 2J |

| 11 3A |

| 1 4B |

| 8 3A |

| 4 3A |

| Eredivisie | Hoofdklasse (profniveau) | Eerste klasse (profniveau) | Hoofdklasse | Eerste klasse | Tweede klasse | Derde klasse | Vierde klasse | Noodcompetitie |

In elke staaf van de grafiek staat van boven naar beneden vermeld: 
- Eindnotering

Dit is de positie die de club heeft bereikt in de competitie, zonder eventuele beslissings-, play-off- of nacompetitiewedstrijden die nodig zijn geweest om bijvoorbeeld de kampioen van de competitie te bepalen.
Indien een * achter het getal staat is de notering een tussenstand en kan het zijn dat de notering niet overeenkomt met de uiteindelijke eindstand van de competitie.
Staat er een - dan is het seizoen nog bezig en is er geen definitieve uitslag bekend.
Staat er xx op de positie van de notering, dan heeft de club vroegtijdig de competitie verlaten. Dit kan onder andere komen door terugtrekking van het team, faillissement van de club of door een uitgedeelde straf van de KNVB. In veel gevallen staat elders in het artikel de reden vermeld.
Staat er een ? dan is het resultaat uit het verleden onbekend, en is alleen de competitie of het niveau bekend van dat seizoen.
In de seizoenen 2019/20 en 2020/21 werd wegens de coronacrisis het amateurvoetbal afgebroken. Daardoor kennen deze staven geen eindklassering (middels -- weergegeven).
- Competitieniveau en afdelingsletter of Officiële eindstand Eredivisie
  - Competitieniveau en afdelingsletter

Hierbij geeft het getal het niveau weer, dat ook terug te vinden is in de legenda. De letter is de afdelingsaanduiding en wordt gebruikt wanneer er meer afdelingen zijn op hetzelfde niveau. De afdelingsletter is altijd een hoofdletter en wordt meestal zonder nummer gebruikt.
Voorbeeld: 2F is niveau 2e klasse competitie F.
Het competitieniveau en nummer wordt niet vermeld wanneer er slechts één competitie van dit niveau was.
  - Officiële eindstand Eredivisie (getal staat tussen haakjes vermeld)

Sinds de introductie van play-offwedstrijden voor Europees voetbal na afloop van de reguliere competitie in 2005/06, is de KNVB verplicht een eindstand van de Eredivisie door te geven aan de UEFA aan de hand van deze play-offwedstrijden.
Bij deze eindstand staan clubs die zich hebben gekwalificeerd voor Europees voetbal hoger dan clubs die zich niet wisten te kwalificeren. Indien er geen verschil was tussen de eindnotering en de officiële eindstand, staat dit getal niet vermeld.

- Onderafdeling

Hier staat afgekort de naam van de onderafdeling indien de club in dat jaar in een onderafdeling uitkwam. Tevens staat deze afkorting in de legenda en wordt gelinkt naar het artikel over deze onderafdeling. Deze afkorting wordt alleen vermeld wanneer de club in het verleden in verschillende onderafdelingen heeft gespeeld. Deze vermelding is in de staaf altijd in kleine letters. Deze onderafdelingen zijn na het seizoen 1995/96 afgeschaft. Heeft de club in slechts één onderafdeling gespeeld, dan is dit alleen terug te vinden in de legenda.
Onder de staaf staat het jaartal vermeld waarin het seizoen is afgesloten. 15 verwijst naar het seizoen 2014/15 of eventueel het seizoen 1914/15.
Wanneer een staaf leeg is, zijn deze gegevens niet bekend. Het kan ook zijn dat de club dat seizoen niet heeft meegespeeld op het hogere amateurniveau, vroegtijdig de competitie heeft verlaten of uit de competitie is gezet.

In het seizoen 1944/45 was er wegens de Tweede Wereldoorlog geen regulier competitievoetbal.

## Betaald voetbal

### Seizoensoverzichten
| Resultaten van Sportclub Enschede sinds de toetreding in het betaald voetbal in 1954 | Resultaten van Sportclub Enschede sinds de toetreding in het betaald voetbal in 1954 | Resultaten van Sportclub Enschede sinds de toetreding in het betaald voetbal in 1954 | Resultaten van Sportclub Enschede sinds de toetreding in het betaald voetbal in 1954 | Resultaten van Sportclub Enschede sinds de toetreding in het betaald voetbal in 1954 | Resultaten van Sportclub Enschede sinds de toetreding in het betaald voetbal in 1954 | Resultaten van Sportclub Enschede sinds de toetreding in het betaald voetbal in 1954 | Resultaten van Sportclub Enschede sinds de toetreding in het betaald voetbal in 1954 | Resultaten van Sportclub Enschede sinds de toetreding in het betaald voetbal in 1954 | Resultaten van Sportclub Enschede sinds de toetreding in het betaald voetbal in 1954 | Resultaten van Sportclub Enschede sinds de toetreding in het betaald voetbal in 1954 | Resultaten van Sportclub Enschede sinds de toetreding in het betaald voetbal in 1954 | Resultaten van Sportclub Enschede sinds de toetreding in het betaald voetbal in 1954                                                                             |
| Seizoen                                                                              | Competitie                                                                           | Competitie                                                                           | Competitie                                                                           | Competitie                                                                           | Competitie                                                                           | Competitie                                                                           | Competitie                                                                           | Competitie                                                                           | Competitie                                                                           | Kwalificatie                                                                         | KNVB beker                                                                           | Bijzonderheid |
| Seizoen                                                                              | Divisie                                                                              | GW                                                                                   | W                                                                                    | G                                                                                    | V                                                                                    | PNT                                                                                  | DV                                                                                   | DT                                                                                   | POS                                                                                  | Kwalificatie                                                                         | KNVB beker                                                                           | Bijzonderheid |
| ------------------------------------------------------------------------------------ | ------------------------------------------------------------------------------------ | ------------------------------------------------------------------------------------ | ------------------------------------------------------------------------------------ | ------------------------------------------------------------------------------------ | ------------------------------------------------------------------------------------ | ------------------------------------------------------------------------------------ | ------------------------------------------------------------------------------------ | ------------------------------------------------------------------------------------ | ------------------------------------------------------------------------------------ | ------------------------------------------------------------------------------------ | ------------------------------------------------------------------------------------ | --- |
| 1954/55                                                                              | Eerste klasse A                                                                      | 9                                                                                    | 3                                                                                    | 3                                                                                    | 3                                                                                    | 9                                                                                    | 8                                                                                    | 10                                                                                   | 7e                                                                                   | –                                                                                    | Geen bekertoernooi                                                                   | Sportclub Enschede treedt toe tot het betaald voetbal De competitie werd na de fusie van de KNVB en de NBVB niet afgemaakt. Alle teams werden opnieuw ingedeeld. |
| 1954/55                                                                              | Eerste klasse D                                                                      | 26                                                                                   | 12                                                                                   | 5                                                                                    | 9                                                                                    | 29                                                                                   | 48                                                                                   | 36                                                                                   | 5e                                                                                   | Hoofdklasse                                                                          | Geen bekertoernooi                                                                   | Sportclub Enschede treedt toe tot het betaald voetbal De competitie werd na de fusie van de KNVB en de NBVB niet afgemaakt. Alle teams werden opnieuw ingedeeld. |
| 1955/56                                                                              | Hoofdklasse B                                                                        | 34                                                                                   | 21                                                                                   | 6                                                                                    | 7                                                                                    | 48                                                                                   | 91                                                                                   | 46                                                                                   | 2e                                                                                   | Eredivisie                                                                           | Geen bekertoernooi                                                                   | |
| 1956/57                                                                              | Eredivisie                                                                           | 34                                                                                   | 15                                                                                   | 11                                                                                   | 8                                                                                    | 41                                                                                   | 81                                                                                   | 47                                                                                   | 3e                                                                                   | –                                                                                    | Geen deelname                                                                        | – |
| 1957/58                                                                              | Eredivisie                                                                           | 34                                                                                   | 19                                                                                   | 9                                                                                    | 6                                                                                    | 47                                                                                   | 75                                                                                   | 48                                                                                   | 2e                                                                                   | –                                                                                    | Geen deelname                                                                        | – |
| 1958/59                                                                              | Eredivisie                                                                           | 34                                                                                   | 15                                                                                   | 7                                                                                    | 12                                                                                   | 37                                                                                   | 67                                                                                   | 59                                                                                   | 7e                                                                                   | –                                                                                    | Geen deelname                                                                        | – |
| 1959/60                                                                              | Eredivisie                                                                           | 34                                                                                   | 14                                                                                   | 4                                                                                    | 16                                                                                   | 32                                                                                   | 81                                                                                   | 76                                                                                   | 9e                                                                                   | –                                                                                    | Geen bekertoernooi                                                                   | – |
| 1960/61                                                                              | Eredivisie                                                                           | 34                                                                                   | 12                                                                                   | 6                                                                                    | 16                                                                                   | 30                                                                                   | 52                                                                                   | 63                                                                                   | 12e                                                                                  | –                                                                                    | Groepsfase                                                                           | – |
| 1961/62                                                                              | Eredivisie                                                                           | 34                                                                                   | 11                                                                                   | 8                                                                                    | 15                                                                                   | 30                                                                                   | 55                                                                                   | 69                                                                                   | 14e                                                                                  | –                                                                                    | 3e ronde                                                                             | – |
| 1962/63                                                                              | Eredivisie                                                                           | 30                                                                                   | 12                                                                                   | 9                                                                                    | 9                                                                                    | 33                                                                                   | 58                                                                                   | 46                                                                                   | 5e                                                                                   | International Football Cup                                                           | Kwartfinale                                                                          | – |
| 1963/64                                                                              | Eredivisie                                                                           | 30                                                                                   | 14                                                                                   | 11                                                                                   | 5                                                                                    | 39                                                                                   | 63                                                                                   | 45                                                                                   | 3e                                                                                   | International Football Cup                                                           | 2e ronde                                                                             | – |
| 1964/65                                                                              | Eredivisie                                                                           | 30                                                                                   | 9                                                                                    | 12                                                                                   | 9                                                                                    | 30                                                                                   | 33                                                                                   | 37                                                                                   | 7e                                                                                   | –                                                                                    | 2e ronde                                                                             | Sportclub Enschede fuseert met Enschedese Boys en gaat verder als FC Twente                                                                                      |

### In Europa
Noot vooraf: de score van SC Enschede staat altijd als eerste genoteerd.
| Seizoen | Competitie                 | Ronde    | Land                 | Club              | Thuis | Uit |
| ------- | -------------------------- | -------- | -------------------- | ----------------- | ----- | --- |
| 1963/64 | International Football Cup | Groep B3 | Vlag van Zweden      | Örgryte IS        | 3-3   | 0-2 |
|         |                            | Groep B3 | Vlag van Oostenrijk  | Wiener AC         | 0-1   | 0-1 |
|         |                            | Groep B3 | Vlag van Duitsland   | FK Pirmasens      | 2-1   | 0-8 |
| 1964/65 | International Football Cup | Groep A3 | Vlag van Duitsland   | FC Kaiserslautern | 0-2   | 0-0 |
|         |                            | Groep A3 | Vlag van België      | R. Beerschot AC   | 1-1   | 2-2 |
|         |                            | Groep A3 | Vlag van Zwitserland | FC Grenchen       | 5-0   | 3-2 |

### Topscorers
- 1954/55:  Joop Jansen (2)
000000 :  Hans Fransen (2)
000000 :  Gerrit Moddejonge (2)
000000 :  Gerrit Voges (2)
- 000000 :  Gerrit Moddejonge (11)
000000 :  Gerrit Voges (11)
- 1955/56:  Abe Lenstra (25)
- 1956/57:  Gerrit Moddejonge (19)
000000 :  Arend van der Wel (19)
- 1957/58:  Sepp Seemann (21)
- 1958/59:  Abe Lenstra (18)
- 1959/60:  Pierre Kerkhoffs (28)
- 1960/61:  Helmut Rahn (14)
- 1961/62:  Helmut Rahn (12)
- 1962/63:  Henk Bosveld (16)
- 1963/64:  Chiel Jansen (18)
- 1964/65:  Henny Weering (9)

### Trainers
- 1923:  Smoleck
- 1924:  Bill Julian
- 1925–12/1929:  Tim Coleman
- 1930–1935:  E. Smith
- 1935–1937:  Béla Guttmann
- 1937–1938:  David Wall
- 1938–1942:  Wim de Bois
- 1942–1944:  Gerrit Nagels
- 1946–1948:  Nicholson
- 1948–1950:  Toon van den Enden
- 1950–1954:  Ernie Robinson
- 1954–1956:  Jaap van der Leck
- 1956–1961:  František Fadrhonc
- 1961–1962:  Ernie Robinson
- 1962–1965:  Friedrich Donenfeld

### Bekende spelers
De volgende spelers kwamen voor de fusie in 1965 uit voor Sportclub Enschede.
- Martijn Abbenhues
- Jaap Advocaat
- Hennie Ardesch
- Dais ter Beek
- Charly Bosveld
- Issy ten Donkelaar
- Wim Feldmann
- Chris Geutjes
- Joop Janssen
- Pierre Kerkhoffs
- Spitz Kohn
- Piet Lagarde
- Abe Lenstra
- Cor Luiten
- Gerrit Moddejonge
- Henny Moddejonge
- Franz Möllers
- Hennie Möring
- Gerrit Nagels
- Gyula Nemes
- Joop Odenthal
- Johan Plageman
- Helmut Rahn
- Rinus Schaap
- Frans Stallen
- Gerrit Voges
- Ben Zweers
- Willem de Vries

## Voetnoten
cvv Achilles · FC Aramea · Avanti Wilskracht · BSC Unisson · FC het Centrum · VV Drienerlo · GVV Eilermark · EMOS · Sportclub Enschede ·  LSV Lonneker · EFC PW 1885 · EVV Phenix · VV Rigtersbleek · FC Suryoye/Mediterraneo · cvv Sparta Enschede · Sportlust Glanerbrug · De Tubanters 1897 · VOGIDO · SVV '91 · TVV · UDI Enschede · VV Victoria '28 · VOSTA · VV Zuid Eschmarke

Voormalig: Enschedese Boys · Geel-Zwart · VV Glanerbrug · UDEET